# 14909 Kamchatka
14909 Kamchatka (1993 PY3) là một tiểu hành tinh vành đai chính được phát hiện ngày 14 tháng 8 năm 1993, bởi E. W. Elst ở Caussols.